# 阿克里奇 (喬治亞州)
阿克里奇（英語：Akridge）是位於美國喬治亞州米切爾縣的一個非建制地區。該地的面積和人口皆未知。

## 地理
阿克里奇的座標為31°16′01″N 84°08′55″W / 31.26694°N 84.14861°W，而該地的平均海拔高度為108米（即354英尺）。